# Фиумединизи
Фиумединѝзи (на италиански: Fiumedinisi; на сицилиански: Ciuminisi, Чуминизи) е село и община в Южна Италия, провинция Месина, автономен регион и остров Сицилия. Разположено е на 200 m надморска височина. Населението на общината е 1533 души (към 2011 г.).